# 協和発酵バイオ
協和発酵バイオ株式会社（きょうわはっこうバイオ、英: KYOWA HAKKO BIO CO., Ltd.）は、東京都中野区中野セントラルパークサウスに本社を置く、医薬品原料、各種アミノ酸、健康食品の製造・販売を行う企業。キリングループにおいてバイオケミカル事業を担う。

## 概要
協和醱酵工業株式会社（現・協和キリン）とキリンファーマ株式会社の戦略的提携により、協和醱酵工業の発酵技術および製造・販売を引き継ぐ企業として2008年に発足した。日本、アメリカ、中国、タイに生産拠点を持ち、グローバルに事業を展開している。
健康食品として、オルニチン、アルギニンEXなどを製造・販売している。

## 沿革
- 1949年 - 企業整備計画に基づき、協和産業株式会社の第二会社として協和醱酵工業株式会社を創立。
- 1956年 - 世界初の発酵法によるL-グルタミン酸の生産技術を発明。
- 1958年 
  - 発酵法によるL-リジンの製法を発明。
  - 発酵法によるL-グルタミン酸の製法発明により日本化学会化学技術賞、大河内記念賞を受賞。
  - 植物成長調整剤「ジベレリン協和」を発売し、種なしブドウの生産に貢献する。
- 1966年 - 「発酵によるアミノ酸類の生成に関する研究」に日本学士院賞受賞。
- 1977年 - 発酵廃液の再資源化と水質改善の成果に関して、環境庁長官賞受賞。
- 1992年 - 「実用的なATP再生系の構築とヌクレオチド類生産への応用」で農芸化学技術賞を受賞。
- 1997年 - 「立体及び位置特異的プロリン水酸化酵素の開発とその応用」で有馬啓記念バイオインダストリー協会賞を受賞。
- 1999年
  - アミノ酸生産菌 コリネバクテリウム・グルタミカムの全ゲノム配列を決定。
  - 世界初の糖鎖の工業レベル生産システム技術で日経BP技術賞を受賞。
- 2000年 - 発酵法による糖鎖の量産技術を開発。
- 2004年 - ジペプチド（アミノ酸二量体）の新規工業製法を確立。
- 2006年 - 上海協和アミノ酸有限公司の新工場が竣工。
- 2007年
  - 協和発酵グループとキリングループの戦略的提携について発表。
  - 第一ファインケミカル株式会社（現・協和ファーマケミカル株式会社）を子会社化。
- 2008年 - 協和醱酵工業株式会社（現・協和発酵キリン→協和キリン）のバイオケミカル事業部門を分社、協和発酵バイオ株式会社としてスタート。
- 2014年 - 「ジペプチド発酵技術の開発と工業化」により農芸化学技術賞を受賞。
- 2015年 - タイ現地法人THAI KYOWA BIOTECHNOLOGIES CO., LTD. がアミノ酸生産工場を竣工。
- 2019年 - キリンホールディングスの子会社となる。
- 2021年 - 健康食品等の通信販売事業を親会社のキリンホールディングスへ譲渡。

## 主な商品

### ファインケミカル領域
- 各種アミノ酸（医薬品原料・輸液原料・健康食品原料・細胞培養培地、用途など）、ヒドロキシプロリン
- 各種核酸関連物質（ATP、シチコリン、FADなど）
- 医薬品原末（シチコリン、プラバスタチンなど）
- ジペプチド（アラニルグルタミン、アラニルチロシンなど）、グルタチオン、各種有機酸（シアル酸など）、カロチノイド類、その他

### ヘルスケア領域
- 健康食品（オルニチン、アルギニンEX、発酵コエンザイムQ10EX、アミノスタイル、シトルリン、発酵グルコサミンなど）
- 機能性食品素材（オルニチン、シトルリン、各種アミノ酸、GABAなど）
- 健康食品OEM
- 医療食（オルニュート、エンガードなど）

## 国内事業所

### 研究開発拠点
つくば開発センター（R&Iセンター）は、2020年7月1日付でキリンホールディングスキリン中央研究所に統合された。　また、生産技術研究所（山口県防府市）は2024年1月1日をもってキリンホールディングス バイオプロセス技術研究所へと改編された。

### 生産拠点
- 山口事業所　防府（山口県防府市）

なお、山口事業所　宇部（山口県宇部市）は2021年までに閉鎖された。
また、ヘルスケア土浦工場（茨城県稲敷郡）もキリングループのヘルスサイエンス事業の体制再編に伴い、2021年11月末に生産活動を終了した。

## 国外事業所

### 海外販売拠点・駐在員事務所・持株会社
- KYOWA HAKKO U.S.A., INC.／アメリカ・ニューヨーク
- KYOWA HAKKO U.S.A., INC. West Coast Office／アメリカ・ロサンゼルス
- KYOWA HAKKO Europe GMBH／ドイツ・デュッセルドルフ
- KYOWA HAKKO BIO ITALIA S.R.L./イタリア・ミラノ
- KYOWA HAKKO BIO SINGAPORE PTE LTD／シンガポール
- KYOWA HAKKO BIO INDIA PRIVATE LIMITED/インド・ムンバイ
- 協化（上海）貿易有限公司/中国・上海
- 協和発酵バイオ株式会社　北京駐在員事務所/中国・北京
- 協和醱酵(香港)有限公司/中国・香港
- 協化（上海）貿易有限公司/中国・広州

### 海外生産拠点
- BIOKYOWA INC.／アメリカ・ケープジラードゥ
- SHANGHAI KYOWA AMINO ACID CO., LTD.／中国・上海
- THAI KYOWA BIOTECHNOLOGIES CO., LTD.／タイ・ラヨン

## 不祥事
- 安全性審査を経ていない遺伝子組み換え技術を使用した菌株を原料として、食品添加物としてのL-フェニルアラニンを製造・販売していたことが2012年4月に判明し、厚生労働省の指示に基づき、協和発酵バイオはその販売を自粛し販売先に使用停止を通知した[8][9]。安全性審査を経て同年9月に自粛要請は解除された[10]。

- アメリカ食品医薬品局（FDA）による査察の結果、医薬品製造施設や品質管理体制がGMPの指針に沿っていないことを指摘され、2010年および2018年にFDAよりWarning Letterを受領している[11][12]。

- 届出とは異なる方法で医薬品を製造したとして、山口県より2019年12月25日から2020年1月11日まで、防府工場における医薬品製造業の業務について業務停止命令が下された[13][14]。

## 関連文献
- 協和発酵バイオ株式会社（編）『トコトンやさしい発酵の本』第二版、日刊工業新聞社、2016年。ISBN 978-4526075728。